# Brzeźno (gmina Barwice)
Brzeźno – uroczysko, dawna miejscowość w Polsce, położona w województwie zachodniopomorskim, w powiecie szczecineckim, w gminie Barwice.
W latach 1975–1998 miejscowość położona była w województwie koszalińskim.
Według skanu mapy były tam 3 budynki, obecnie jest las.